# Estación de Santiago de Compostela
Estación de Santiago de Compostela vasútállomás Spanyolországban, Santiago de Compostela településen.

## Vasútvonalak
Az állomást az alábbi vasútvonalak érintik:
- Redondela-Santiago de Compostela-vasútvonal
- Zamora–La Coruña-vasútvonal
- Atlanti-tengely nagysebességű vasútvonal
- Olmedo-Zamora-Galicia nagysebességű vasútvonal

## Kapcsolódó állomások
A vasútállomáshoz az alábbi állomások vannak a legközelebb:
- Ordes